# Гернсійський фунт
Гернсійський фунт (англ. Guernsey pound, фр. Livre de Guernesey) — грошова одиниця Гернсі, коронного володіння Великої Британії.
1 гернсійський фунт = 100 пенні.
Казначейством Гернсі — відомством, яке управляє емісією на території володіння — випущені в обіг грошові банкноти номіналом в 1, 5, 10, 20 та 50 гернсійських фунтів. Також перебувають в обігу монети номінальною вартістю 1 пенні, 2, 5, 10, 20 та 50 пенсів, а також монети номіналом в 1, і 2 фунти.
Обмінний курс гернсійського фунта зафіксований відносно британського фунта стерлінгів у співвідношенні 1:1.

## Історія

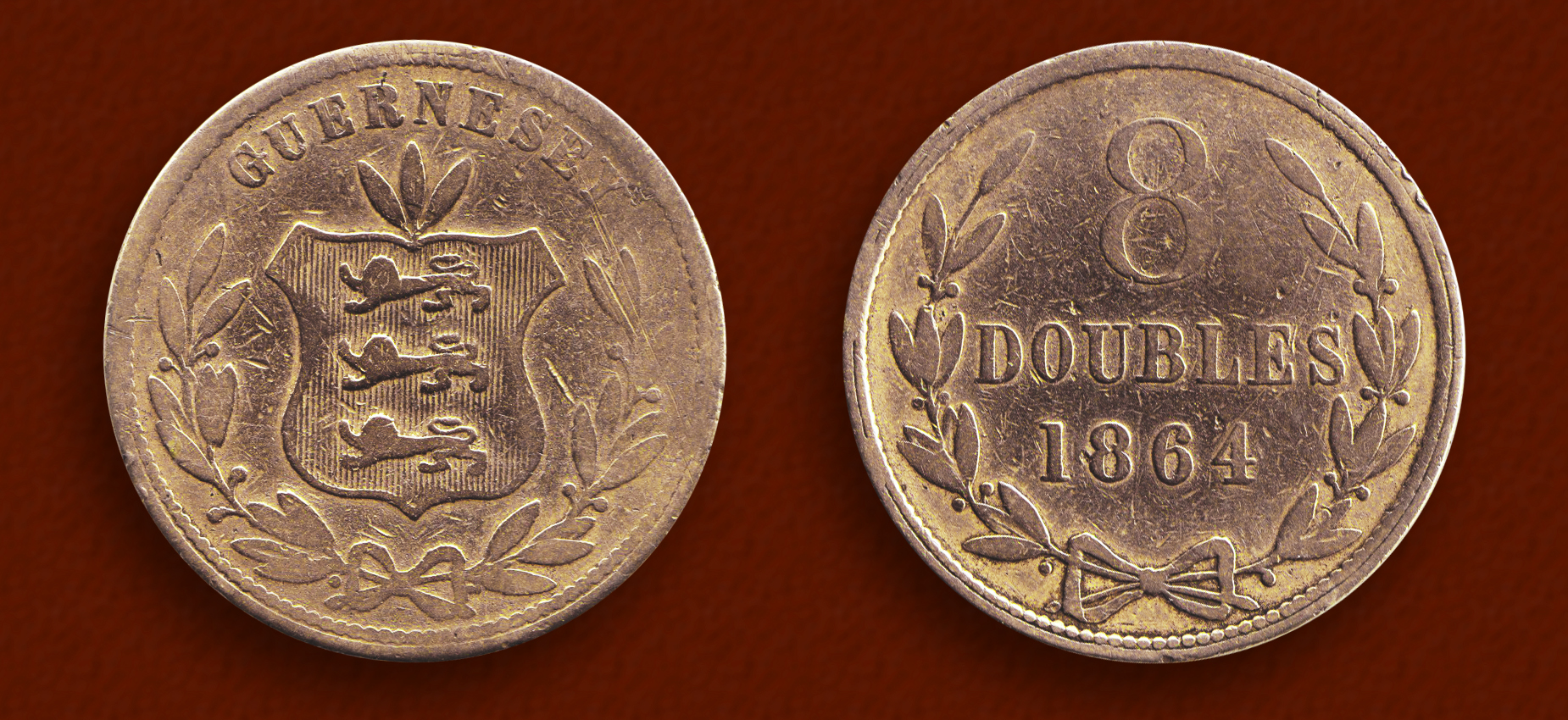
Гернсійська монета, 1864 рік

У період середньовіччя і включно до 1834 року, на території Гернсі використовувався як платіжний засіб французький лівр, а після грошової реформи у Франції і до 1921 року — французький франк. У 1827 році Гернсі спробував почати випуск власної територіальної валюти у вигляді фунта, але це не мало значного успіху. Після цього в обігу на території країни продовжували перебувати франки і, введені трохи пізніше, дублі. У 1921 році Гернсі остаточно перейшов на власні фунти, які були одразу прив'язані до фунта метрополії, що і збереглося в наш час — 1 гернсійский фунт дорівнює 1 британському фунту стерлінгів, який так само є обов'язковим платіжним засобом на території Гернсі.

## Сучасні банкноти та монети
Дизайн банкнот гернсійських фунтів доволі оригінальний, хоча й нагадує дизайн банкнот фунта стерлінгів. На аверсі майже усіх банкнот зображений портрет Королеви Великої Британії Єлизавети II, крім купюри номіналом в один фунт, на якій зображений Деніел де Леслі Брок — уродженець острова Олдерні, який представляв інтереси Гернсі в Британському парламенті в XIX столітті. Номінали купюр в цифровому позначенні з символом фунта (£) розташовані у верхньому правому і нижньому лівому кутах купюр. На реверсі банкнот гернсійскіх фунтів зображені стилістичні малюнки з історії і сучасного побуту Гернсі. Так, приміром, на банкноті в один фунт зображена замальовка середньовічного будівельного ринку в Сент-Пітер-Порті, а на купюрі в десять фунтів — стара ратуша в цьому ж містечку. Банкноти гернсійскіх фунтів друкуються на Королівському монетному дворі Великої Британії за замовленням Казначейства Гернсі.
Дизайн монет Гернсі так само характерний для країн і територіальних утворень у складі Британського Королівства або Співдружності. Так, на аверсі усіх монет викарбувано профіль Королеви Великої Британії Єлизавети поряд з гербом Гернсі, а на реверсі — морські та свійські тварини, характерні для цієї місцевості. Наприклад, на монеті в один пенні викарбуваний краб, символ рибальства, а в два пенси — корова, символ тваринництва. Номінал монети в цифровому форматі викарбуваний внизу, а прописом — вгорі на реверсі, там же викарбуваний та рік випуску серії монет. Монети до 10 пенсів включно мають правильну круглу радіальну форму, а монети в 20 і 50 пенсів — семикутну із закругленими кутами.